# بونجيك يلماز
بونجيك يلماز (مواليد 13 مايو 1981) هي ممثلة تركية بدأت مسيرتها الفنية عام 2004، شاركت في مسلسل الحفرة وذات أخرى وجرح الماضي.

## روابط خارجية
- بونجيك يلماز على موقع IMDb (الإنجليزية)
- بونجيك يلماز على موقع ألو سيني (الفرنسية)
- بونجيك يلماز على موقع قاعدة بيانات الفيلم (الإنجليزية)
- بونجيك يلماز على موقع كينوبويسك (الروسية)